# Catostomus latipinnis
 Catostomus latipinnis és una espècie de peix de la família dels catostòmids i de l'ordre dels cipriniformes.

## Morfologia
Els mascles poden assolir els 56 cm de longitud total.

## Distribució geogràfica
Es troba a Nord-amèrica: des del sud-oest de Wyoming fins al sud d'Arizona (Estats Units).